# Samuel Lincoln

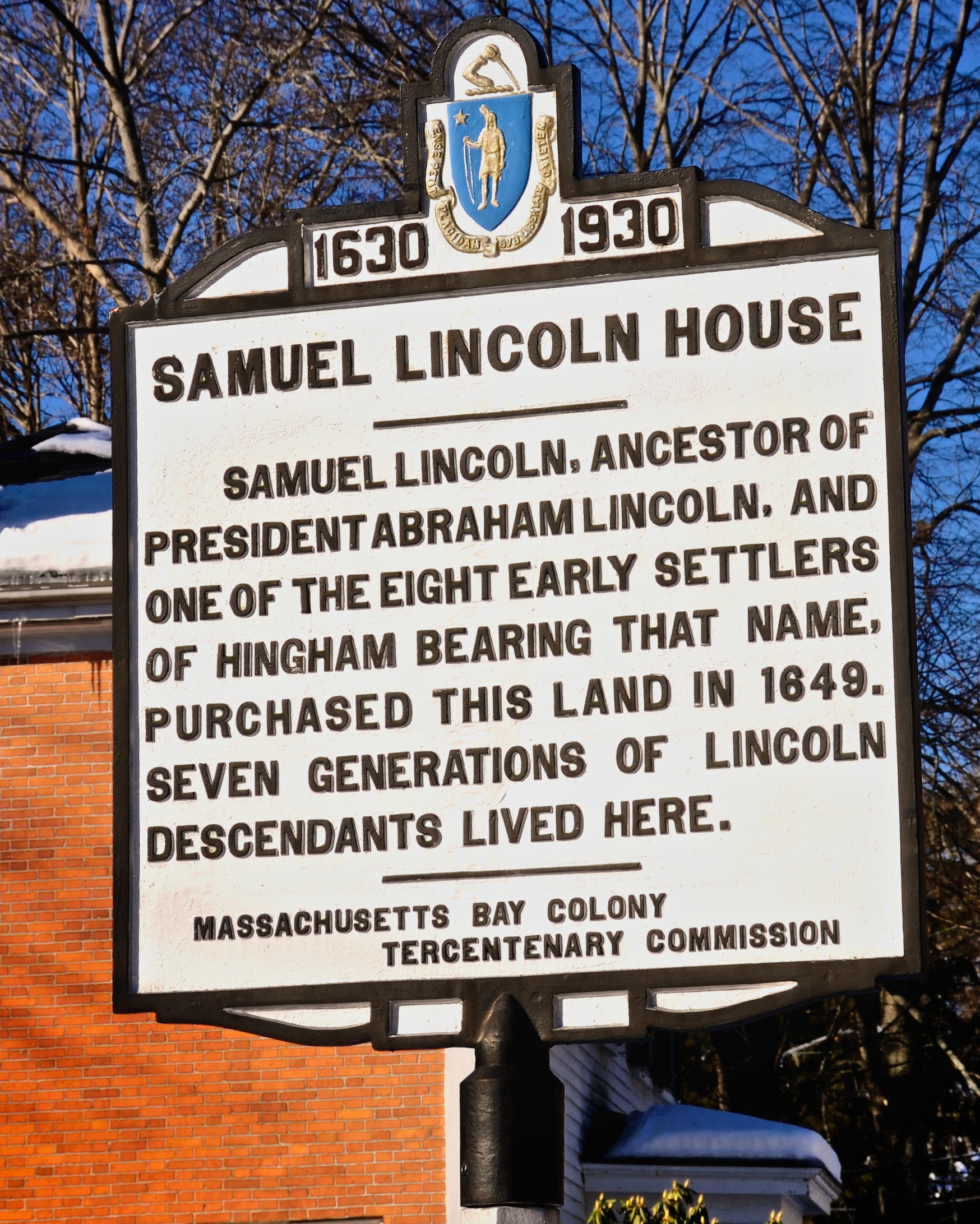
La targa posta di fronte alla proprietà acquistata da Samuel Lincoln a Hingham, nel Massachusetts, nel 1649.

Samuel Lincoln (Hingham, 24 agosto 1622 – Hingham, 26 maggio 1690) è stato un tessitore inglese nonché progenitore di alcune delle più importanti personalità politiche degli Stati Uniti d'America, tra cui spicca il suo bis-bisnipote, il sedicesimo presidente degli Stati Uniti d'America, Abraham Lincoln, e tra cui vanno anche ricordati Enoch Lincoln, che servì come governatore del Maine e Levi Lincoln Sr. e Levi Lincoln Jr., i quali servirono sia come deputati alla Camera dei rappresentanti del Massachusetts che come governatori del medesimo stato. Data la vita dei discendenti di Samuel Lincoln, il suo documentato arrivo nella colonia della baia di Massachusetts e il fatto che sono note diverse generazioni della sua ascendenza, egli è considerato il capostipite del ramo più importante della famiglia Lincoln statunitense.

## Viaggio in America

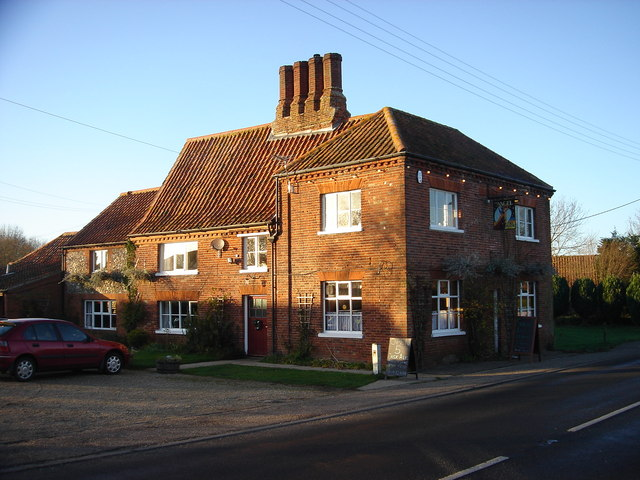
La casa di Richard Lincoln, nonno di Samuel Lincoln, a Swanton Morley, nel Norfolk, oggi trasformata in un pub.

Dopo essere stato escluso dal testamento di suo padre Richard, il padre di Samuel Lincoln, Edward, aveva abbandonato il proprio villaggio natale, Swanton Morley, e si era trasferito in un piccolo appezzamento nei pressi della vicina città di Hingham, nel Norfolk. Trovandosi quindi a vivere in condizioni di povertà Samuel Lincoln venne mandato a lavorare in tenera età e divenne un apprendista sarto presso la bottega di Francis Lawes, a Norwich. Nel 1637, Lincoln lasciò l'Inghilterra assieme alla famiglia Lawes, dirigendosi verso il Nuovo Mondo a bordo della nave John & Dorothy. Sebbene molte delle testimonianze registrate attestino che egli avesse al tempo 15 anni d'età, alcuni hanno avanzato l'ipotesi che la sua vera età fosse stata nascosta in modo da potergli permettere il viaggio.
Samuel si imbarcò in particolare alla volta della colonia del Massachusetts, dove suo fratello maggiore Thomas — indicato nelle prime registrazioni come "Thomas Lincoln il Tessitore" in modo da distinguerlo dagli altri vari Thomas Lincoln — si era già stabilito. Thomas, che si era insediato in particolare ad Hingham, in Massachusetts, era stato fornito di una casa e di un appezzamento di terreno da parte del consiglio cittadino. Benché si fosse sposato due volte, Thomas non ebbe figli e alla sua morte lasciò gran parte della sua proprietà, incluse diverse case, a Samuel e ai suoi nipoti.

## La vita e la famiglia in Massachusetts

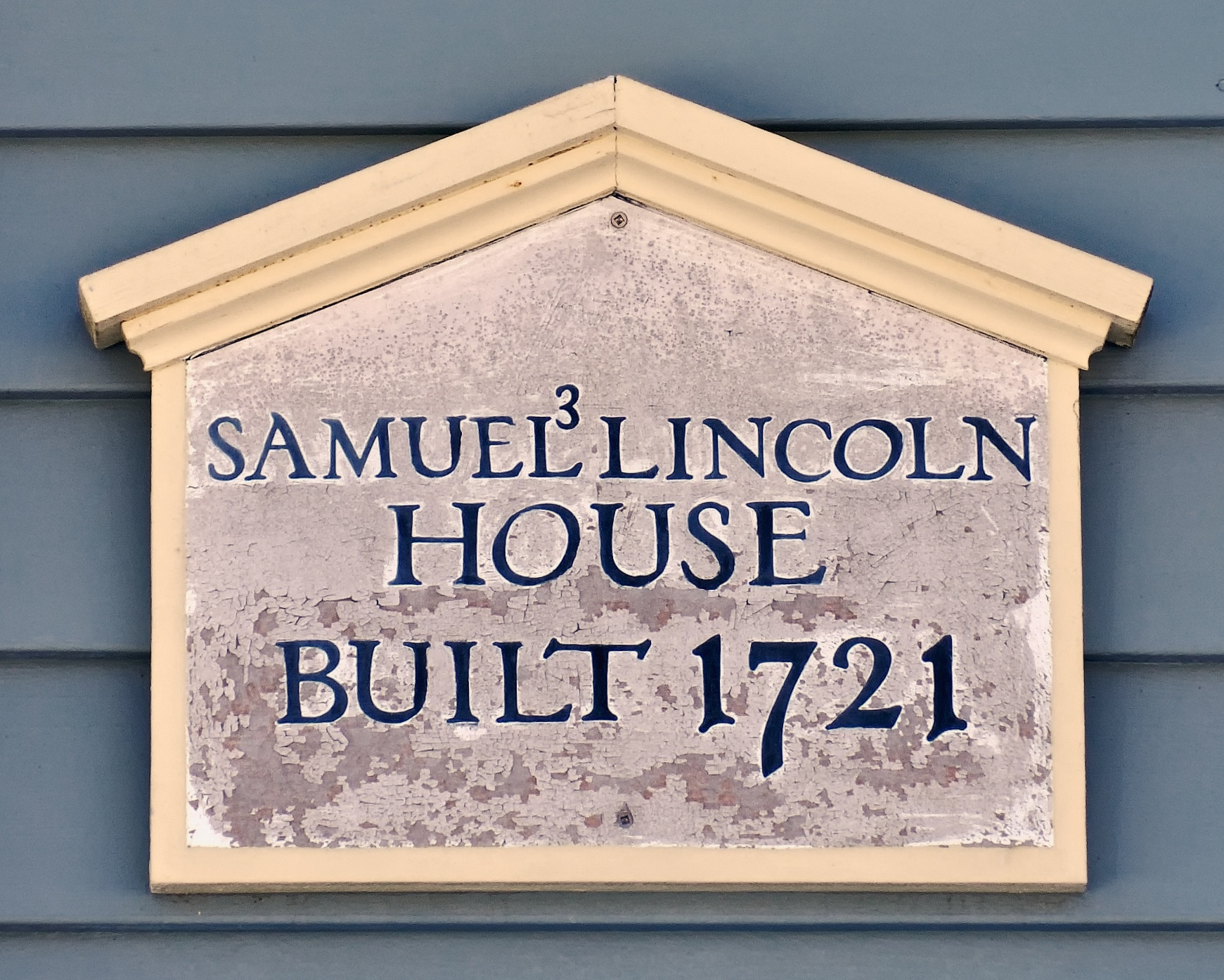
La Samuel Lincoln House, ad Hingham, in Massachusetts, costruita da un nipote di Samuel sulla terra comprata da quest'ultimo.

Samuel Lincoln aiutò a costruire la chiesa di Old Ship di Hingham. Qui, attorno al 1649 sposò l'irlandese Martha Lyford, forse figlia del Rev. John Lyford, ed ebbe da lei undici figli, tre dei quali morirono ancora in tenera età e tre dei quali superarono invece gli ottant'anni. Il quarto figlio della coppia, Mordecai Lincoln, che nella vita divenne un fabbro, sarà un antenato di Abraham Lincoln, sedicesimo presidente degli Stati Uniti d'America.
I genealogisti hanno notato il comune e ripetuto utilizzo di alcuni nomi biblici all'interno della famiglia Lincoln (in particolare quelli che, italianizzati, sono Abramo, Samuele, Giacobbe, Isacco e Mordecai), pratica, questa, comune tra i primi coloni puritani della Colonia della baia di Massachusetts. Molti appartenenti alla famiglia Lincoln, incluso il primogenito di Samuel, si chiameranno Samuel nelle generazioni seguenti.
Curiosamente, anche la madre di Samuel apparteneva a una famiglia che poi fu a lungo associata con il governo degli USA: i Gilman di Exeter, nel New Hampshire. La madre di Samuel, Bridget Gilman, era infatti la figlia di Edward Gilman, di Hingham, nel Norfolk, il cui figlio Edward Gilman Jr. emigrò dapprima a Hingham, nel Massachusetts, poi a Ipswich, sempre nel Massachusetts, e infine a Exeter, dove lui e i suoi discendenti divennero importanti uomini d'affari e rappresentanti eletti e, più tardi, ferventi patrioti nella guerra d'indipendenza americana. Nicholas Gilman, uno dei firmatari della Costituzione degli Stati Uniti d'America, era membro proprio di questa famiglia.

## Commemorazione
Nel 1937, il trecentesimo anniversario dell'arrivo di Samuel Lincoln in Massachusetts fu commemorato con una targa posta presso la chiesa di Old Ship ad Hingham, nel Massachusetts. Il padre di Samuel Lincoln, Edward, rimasto ad Hingham, in Inghilterra, morì l'11 febbraio 1640, e fu inumato nel cimitero della chiesa si St Andrew, dove è presente anche un busto del presidente Abraham Lincoln.